# Northeastern University (Boston)

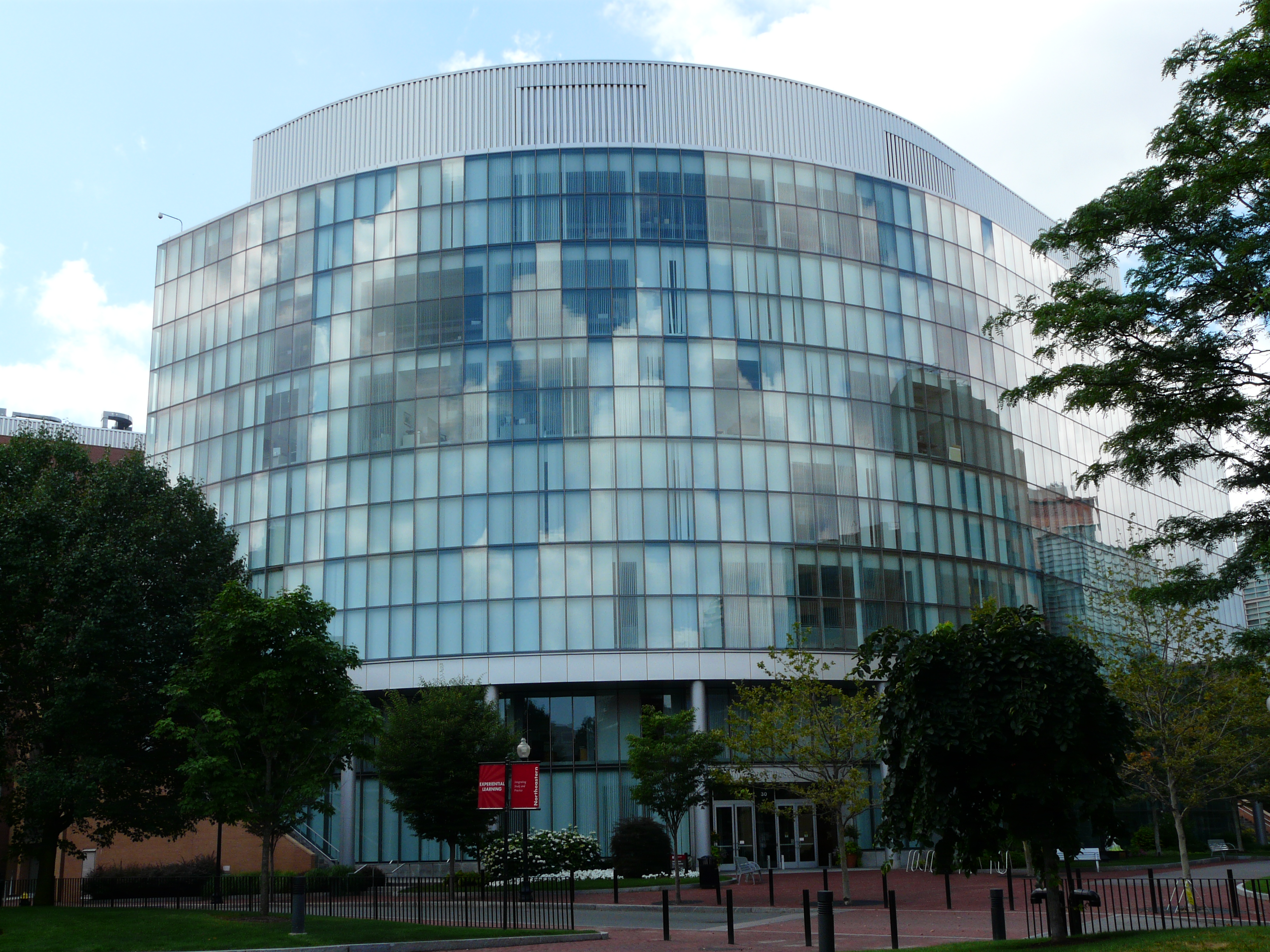

Northeastern University (zkratka NEU) je soukromá vysoká škola v Bostonu v americkém státě Massachusetts. Byla založena v roce 1898. V současné době na této univerzitě je zapsáno 22 942 studentů. Spolupracuje s jinými vysokými školami v rámci International Partnership of Business Schools.
Sportovní týmy Northeastern University se nazývají Huskies.

## Významné osobnosti

### Profesoři
- Michael Dukakis – bývalý guvernér státu Massachusetts, kandidát na prezidenta USA za Demokratickou stranu (1988)

### Absolventi
- Gregory Jarvis – americký kosmonaut

### Přijatí
- JoJo – americká zpěvačka a herečka